# گوران ایوانیسویچ
گوران ایوانیسویچ (انگلیسی: Goran Ivanišević؛ زاده ۱۳ سپتامبر ۱۹۷۱) یک تنیس‌باز اهل کرواسی است.
او از سال ۲۰۱۹ تا ۲۰۲۴ مربی نواک جوکوویچ بوده است.